# Acalolepta tarsalis
Acalolepta tarsalis là một loài bọ cánh cứng trong họ Cerambycidae.